# 米尔扎
米尔扎或米儿咱（波斯語：‎，羅馬化：Mirza）是古代伊斯兰世界中的高级头衔，最早在伊朗宫廷中使用。15世纪后在鄂图曼、蒙兀儿帝國与鞑靼社会使用。

## 起源
米爾扎在波斯语中可解释为“埃米尔之子”。在鞑靼语中的变体（穆尔扎）也解贵族。在喀山汗国、阿斯特拉罕汗国、克里米亚汗国中与成吉思汗有关的人才用这名号。地位比贝伊高。在革命以前的鞑靼社会，米爾扎相当于大公，而在今天“米尔扎”在中亚与南亚的穆斯林之中是一敬称。